# Арктерика
Арктерика (лат. Arcterica) — монотипный род цветковых растений семейства Вересковые (Ericaceae). Единственный вид — Арктерика низкая, или Арктерика карликовая (Arcterica nana): вечнозелёный стелющийся низкорослый кустарничек с белыми (бледно-розовыми) кувшинчатыми цветками, отличающийся вегетативной подвижностью; встречается на российском Дальнем Востоке и в Японии. В литературе единственный вид рода нередко относят к роду Пиерис (Pieris), в этом случае его правильным названием считается Pieris nana. Имеются сведения, что арктерику иногда культивируют.
В издании «Флора СССР» Арктерика названа «очень своеобразным древним родом».

## Распространение
Ареал арктерики низкой охватывает Камчатский полуостров, Курильские острова и север Японии (острова Хоккайдо, Хонсю). Растение встречается в мохово-лишайниковых каменистых тундрах, редколесьях, в зарослях кустарников, по сухим плато и скалам. На вулканических плато, а также на склонах из вулканического туфа может образовывать чистые заросли. На Камчатке арктерика низкая является одним из характерных растений горно-тундрового высотного пояса океанического горнотундрово-стланикового (Южно-камчатско-северокурильского) подтипа поясности — наряду с бриантусом Гмелина (Bryanthus gmelinii), водяникой чёрной (Empetrum nigrum), голубикой (Vaccinium uliginosum), кассиопеей плауновидной (Cassiope lycopodioides), кассиопеей Стеллера (Cassiope stelleriana) [syn. Harrimanella stelleriana], рододендроном камчатским (Rhododendron camtschaticum) и филлодоце алеутской (Phyllodoce aleutica).
Достоверность встречающихся в литературе данных о находках растения на Командорских островах сомнительна: вид Cassiope oxycoccoides [= Arcterica nana subsp. oxyccocoides (A.Gray) A.P.Khokhr.] был описан американским ботаником Эйсой Греем в 1885 году по сборам 1882 года с острова Беринга, однако больше никто там это растение не находил. Также не подтверждается встречающаяся иногда в литературе информация о произрастании растения на острове Сахалин.

## Биологическое описание
Низкорослые вечнозелёные стелющиеся кустарнички с длинными корнями, многочисленными подземными столонами и короткими надземными ветвями. Высота взрослых растений составляет обычно около 10 см, реже — до 15 см. По внешнему виду (без плодов) растение похоже на бруснику (Vaccinium vitis-idaea), только с более мелкими листьями.
Ветви короткие, густо облиственные, на молодых побегах имеется серое прижатое опушение. Листья с очень короткими черешками (0,5—1 мм), мутовчатые, по три в мутовке, кожистые, цельнокрайние, эллиптической формы, длиной от 4 до 8—10 мм, шириной от 2,5 до 4—5 мм. Листовая пластинка — с тупой желёзкой на конце; сверху матовая, коротко опушённая по всей поверхности, с вдавленной средней жилкой; снизу она более светлая, с выдающейся средней жилкой, на которой имеются редкие железистые волоски, и почти незаметными боковыми жилками. Края листовой пластинки завёрнуты на нижнюю сторону. По внешнему виду листья арктерики похожи на листья кальмии лежачей (Kalmia procumbens) [syn. Loiseleuria procumbens].
Цветки собраны в трихазиальные кисти, расположенные на концах побегов; в основании кисти имеются два прицветника. Обычно соцветие состоит из трёх цветков, иногда в нём бывает до 7—9 цветков. Цветки — на покрытых курчавыми волосками цветоножках, в середине каждой из которых располагаются два прицветничка. Как прицветники, так и прицветнички у арктерики овальные, заострённые на верхушке, реснитчатые по краю, после окончания цветения опадающие. Чашечки — остающиеся при плодах, длиной 2—3 мм, шириной 0,75—1 мм, глубоко надрезанные, с пятью остроконечными долями, реснитчатыми по краям. Венчик белый (бледно-розовый), спайнолепестный, пятизубчатый, шаровидно-кувшинчатой формы, длиной 4—5 мм, после цветения быстро опадает. Тычинок десять; пыльники короткие, к основанию немного расширенные, голые, с двумя продолговато-овальными гнёздами, прикреплёнными к тычиночной нити основаниями; у каждого гнезда имеется по одному остевидному придатку; раскрываются гнёзда наверху порами. Столбик толстый, цилиндрический. Время цветения — май-июнь или июнь-июль.
Плоды — сухие шаровидные многосеменные коробочки длиной 4 мм (у брусники, на которую арктерика внешне похожа, плод — сочная ягода). Созревают в сентябре. Семена гладкие, многочисленные. Плоды после высыпания семян остаются на растении ещё в течение года, а иногда и ещё дольше.

### Онтогенез
В онтогенезе (индивидуальном развитии) арктерики выделяют два периода, первый из которых имеет три фазы, а второй — одну.
- I период, 1-я фаза — первые три года жизни растения. Развитие первичного побега; его длина составляет около 5 мм[8].
- I период, 2-я фаза — примерно до 10-летнего возраста. Рост побегов формирования, подобных первичному побегу; у некоторых наиболее развитых растений наблюдается появление подземных шнуровидных корневищ[8].
- I период, 3-я фаза — примерно до 20-летнего возраста. Ветвление побегов формирования, развитие первых систем побегов формирования, начало формирования клона; на этой фазе начинается цветение. Первичный побег отмирает, как и некоторые побеги формирования; наиболее сильные побеги формирования начинают ветвиться[8].
- II период, 4-я фаза — начиная примерно с 20-летнего возраста. Жизнь взрослого растения, отличающегося вегетативной подвижностью. От скелетных осей отходятся многочисленные столоны (столоновидные корневища), которые отличаются большой длиной, по этой причине парциальные кусты могут возникать на большом расстоянии от материнских — одни кусты арктерики, таким образом, не загущают другие[4]. Число парциальных побегов, не теряющих связи друг с другом, может достигать шестидесяти[4]. Надземные парциали весьма недолговечны и постепенно отмирают, от укоренённых скелетных осей постоянно отрастают новые парциали; теоретически так может продолжаться бесконечно[4][8].

## Таксономия, название
Род Arcterica был впервые описан в 1901 году американским ботаником Фредериком Верноном Ковиллом. В своей статье, в которой он занимался классификацией видов рода Кассиопея (Cassiope) и выделил два из них в новый род Гариманелла (Harrimanella), Ковилл поставил особняком вид Cassiope oxycoccoides A.Gray [сейчас Arcterica nana subsp. oxyccocoides (A.Gray) A.P.Khokhr.]. Хотя чашечка Cassiope oxycoccoides не отличалась от таковой у Harrimanella, а венчик, равно как и столбик, были подобны таковым у представителей рода Cassiope, этот вид не мог быть отнесён ни к первому роду, ни ко второму как из-за особенностей строения тычинок, так и по причине мутовчатого характера листьев, а потому, по мнению Ковилла, его следовало выделить в отдельный род. Название рода, по информации издания «Флора СССР», образовано от латинского слова arktos («север», «медведь») и названия рода Эрика (Erica) — типового рода семейства Вересковые (Ericaceae). В то же время сам Фредерик Ковилл в своей статье 1901 года никаких пояснений относительно этимологии выбранного им названия не давал.
Единственный вид этого рода изначально был описан российским ботаником Карлом Ивановичем Максимовичем под названием Andromeda nana в 1872 году. Вид описан из Японии. Тип — в Санкт-Петербурге.
Относительно правильного современного названия вида имеются различные мнения. В 1982 году американский ботаник Уолтер Джадд опубликовал статью A taxonomic revision of Pieris (Ericaceae), в которой провёл комплексный анализ видов рода Пиерис (Pieris D.Don) и уточнил критерии включения видов в этот род. В этой работе Джадд обосновал включение в род Пиерис вида Pieris nana (Maxim.) Makino (1894) [=Arcterica nana (Maxim.) Makino]. В этой же работе Джадд признал, что вид Pieris nana существенно отличается по ряду критериев от других видов рода Пиерис, а потому выделил его в отдельный подрод Pieris D.Don subgen. Arcterica (Coville) Judd. База данных Germplasm Resources Information Network (GRIN) также помещает этот вид в род Pieris, а название Arcterica Coville включает в синонимику рода Pieris D.Don.
В базе данных The Plant List (2013) название Arcterica nana (Maxim.) Makino имеет статус unresolved name, то есть относительно него нельзя однозначно сказать, следует ли его использовать — либо следует свести в синонимику другого вида, в то же время названия Cassiope oxycoccoides A.Gray, Lyonia nana Makino и Pieris nana (Maxim.) Makino включены в этой базе в синонимику именно вида Arcterica nana (Maxim.) Makino. Вместе с тем название Andromeda nana, данное Максимовичем, имеет в этой базе данных статус unresolved name.

### Синонимы
По информации издания «Флора СССР», в синонимику вида входят следующие названия:
- Andromeda nana Maxim. (1872) basionym — Подбел низкий, или Подбел карликовый.
- Arcterica oxycoccoides (A.Gray) Cov. (1901) — Арктерика клюквообразная, или Арктерика клюквенная.
- Cassiope oxycoccoides A.Gray (1885) — Кассиопея клюквообразная, или Кассиопея клюквенная.
- Lionia nana Makino (1904) — Лиония низкая, или Лиония карликовая.
- Pieris nana (Maxim.) Makino (1894) — Пиерис низкий, или Пиерис карликовый

Иногда выделяют подвид Arcterica nana subsp. oxyccocoides (A.Gray) A.P.Khokhr., отличающийся от номинативного меньшими размерами всех частей. При таком подходе названия Arcterica oxyccocoides (A.Gray) Cov. (1901) и Cassiope oxyccocoides A.Gray (1885) входят в синонимику этого подвида.